# Петраков, Василий Романович
Василий Романович Петраков (28 ноября 1914, Песчанка, Саратовская губерния — 19 июля 1991, Кустанай) — советский партийный деятель, Герой Социалистического Труда (1957).

## Биография
Родился 28 декабря 1914 года в селе Песчанка Саратовской губернии (ныне — в Ртищевском районе). С 1930 года работал на станции «Ртищево», потом работал на партийных и профсоюзных должностях. Участвовал в Великой Отечественной войне. Окончил Высшую партийную школу при ЦК КПСС и был отправлен на партийную работу в Кустанайскую область, где в 1955 году был избран первым секретарём Орджоникидзевского районного комитета партии. В 1959 году был избран секретарём Кустанайского обкома КПСС. В 1966 году был назначен на руководящую должность Комитета народного контроля.
Участвовал в жилищном строительстве в различных колхозах. Под его руководством было построено в 1955 году до четырёх тысяч квадратных метров жилья для колхозников. В 1956 году руководил посевной и сбором урожая в Орджоникидзевском районе. Благодаря руководству Василия Романовича Петраков колхозы Орджоникидзевского района собрали в 1956 году на общей площади 332 тысяч гектаров посевной площади в среднем по 104 пуда, что вдвое превысило запланированную норму. За выдающиеся заслуги в организации сельского хозяйства Василий Романович Петраков был удостоен в 1957 году звания Героя Социалистического Труда.
Секретарь Кустанайского обкома КП Казахстана до 1963 года. С 1963 по 1977 год занимал должность председателя Кустанайского областного комитета народного контроля. В 1977 году заведовал методическим кабинетом профкурсов Кустанайского облсовпрофа.
Умер 19 июля 1991 года.

## Награды
- Герой Социалистического Труда — Указом Президиума Верховного Совета от 11 января 1957 года.
- Орден Ленина (1957);
- Медаль «За оборону Ленинграда»;
- Медаль «За победу над Германией в Великой Отечественной войне 1941—1945 гг.».

## Источник
- Қазақ Совет Энциклопедиясы, 9-том, 640 б. Алматы — 1976